# Дом науки (Севилья)
Дом науки (исп. La Casa de la Ciencia) находится в городе Севилье, в Испании и является центром популяризации науки.
Помимо музея, в здании находится Андалузский штаб Высшего совета по научным исследованиям (CSIC). CSIC является крупнейшим государственным учреждением, посвящённый исследованию в Испании, и третий по величине в Европе. Здание было открыто для публики в 2008 году, с целью обмена знаниями, приобретённых в результате научных исследований. Дом науки стремится быть мостом между научно-исследовательским сообществом и обществом, разделяя современные научные исследования и информацию по вопросам окружающей среды. Эти цели достигаются путём организации различных мероприятий, в том числе выставок, конференций и семинаров. В музее находится три постоянные экспозиции, однa временная выставка и планетарий.

## История
Музей расположен в перуанском павильоне (исп. Pabellón de Peru), здании необычайной красоты, который был построен в парке Марии Луизы для Иберо-американской выставке 1929 года. В здании размещается также Перуанское Консульство. В течение двадцати лет здание было штабом биологической станции Доньяна. В апреле 2008 года Севильский городской совет предоставил грант на ремонт здания, чтобы создать Дом науки.

## Здание
Здание возвёл известный архитектор Мануэль Пикерас Котоли (1885—1937). Он родился в Лусена (муниципалитет Кордова), но переехал в Перу учиться и стал известен своими зданиями, в которых сочетается синтез коренной и колониальной архитектуры. Действительно, в некоторых деталях Дома Науки чувствуется перекличка с перуанскими проектами архитектора. Котоли также известен такими проектами, как здание Национальной высшей автономной школы изящных искусств (ENSABAP) в Лиме, надгробие Франсиско Писсаро, стоящее в кафедральном соборе Лимы, а также дворец правительства Перу.
Часть Дома науки занимает Генеральное консульство Перу в Севилье. CSIC предоставляет 3000 квадратных метров (32000 квадратных футов) выставочных площадок, открытых для публики, что способствует популяризации науки в Андалусии.

## Особенности
В этот момент музей имеет три постоянные экспозиции, открытые для публики, которые наглядно демонстрируют флору, фауну и минералы региона: Беспозвоночные Андалусии, Геология Севильи, и Море Китообразных в Андалусии. В музее также есть единственный в Севилье планетарий.
Среди основных достопримечательностью музея различают клепсидры (водяные часы), а также экосферу (Аквариум).
Первые сцены фильма Лоуренс Аравийский с участием Питера О’Тула были сняты в подвале здания, который в настоящее время используется для проведения совещаний Высшего Совета.
- Деталь декора дворика Дома Науки
- Кит у входа в Музей науки